# 惡魔城 絕望協奏曲
《惡魔城 絕望協奏曲》是日本科樂美集團下遊戲部門所開發的惡魔城系列多人連線動作遊戲。2010年8月首先在Xbox 360平台推出（XBLA），隔年又移植至PlayStation 3平台（PSN）。
本作的遊戲方式為2D橫向卷軸類型，支援最多6位玩家進行連線合作，可操作系列作中出現過的多位角色，諸如艾卡多、來須蒼真、喬納森‧莫理斯、夏諾雅...等等。玩家要在各種充滿歷代風格的關卡中進行探索與戰鬥，收集金錢、素材與經驗值來強化自身戰力。

## 外部連結
- 惡魔城系列 入口網站 （页面存档备份，存于）KONAMI（日語）